# 20/20 (álbum)
20/20 é o décimo quinto álbum de estúdio da banda de rock americana The Beach Boys, único lançamento de 1969 e seu último álbum de estúdio a ser lançado pela Capitol Records por longos 17 anos.
Sendo um apanhado de singles mais recentes, novas gravações de estúdio e duas faixas do exumado Smile, 20/20 acabou por ser um dos álbuns artisticamente mais interessantes do The Beach Boys. E - em retrospecto - pode agora ser visto como uma preparação para o que seria um dos melhores álbuns de sua carreira, Sunflower, no ano seguinte.
20/20 (Capitol SKAO 133) foi # 68 nos Estados Unidos durante 11 semanas e chegou a # 3 no Reino Unido.
20/20 está emparelhado em CD com Friends e faixas bônus desse período.

## História
20/20 tem este nome por ser o vigésimo lançamento oficial do The Beach Boys (contando os "Best of…" e o disco Stack-O-Tracks).
Com o aumento de seus problemas emocionais, Brian Wilson começou a se retirar das sessões de gravação da banda. Ele participou em metade das músicas, mas suas contribuições realmente novas para 20/20 foram apenas "I Went to Sleep", uma valsa suave (e profética) e "Do It Again", sua e de Mike Love. "Do It Again" tinha sido um hit do verão de 1968 e foi adicionada ao disco como um seguro comercial.
Na ausência parcial de Brian,  Dennis Wilson e Carl Wilson começaram a assumir o comando, tanto dentro como fora do estúdio. Carl produziu uma versão para "I Can Hear Music", de Phil Spector, seu último hit Top 40 nos Estados Unidos até 1976. Dennis progrediu de suas contribuições em Friends para entregar a dramática e dinâmica "Be With Me" e a picante "All I Want To Do", cantada por Mike Love. Inegavelmente, o momento mais controverso de 20/20 é "Never Learn Not to Love", também creditada a Dennis.
Antes de iniciada a gravação do álbum, Dennis fez amizade com um músico esforçado chamado Charles Manson e decidiu ajudá-lo na indústria da música, gravando sua canção "Cease to Exist" para os Beach Boys, sob o título "Never Learn Not to Love". Manson disse explicitamente a Dennis que as palavras não podiam ser alteradas, mas que ele poderia fazer o que quisesse com a música (no caso, a melodia básica foi praticamente inalterada). Quando "Never Learn Not to Love" foi lançada pelos Beach Boys como B-side no final de 1968, e creditada exclusivamente a Dennis Wilson, com letra alterada e uma nova ponte, Manson ameaçou Dennis de morte. De acordo com o colaborador de Brian Van Dyke Parks, quando Manson uma vez apareceu para fazer a ameaça, Dennis espancou-o. O incidente com Manson deu um susto em todos os Beach Boys, especialmente depois que sua bem conhecida lista crimes veio à luz.
Bruce Johnston estava esperando seu momento, após anos de apoio aos outros no palco e no estúdio. Ele finalmente conseguiu a liberação de uma de suas composições em 20/20, a instrumental e exuberante "The Nearest Faraway Place". A composição teria sido inspirado pelo trabalho de Brian Wilson em Pet Sounds, e seu título foi baseado em um artigo encontrado na revista Life. Sua segunda contribuição foi uma cover de "Bluebirds over the Mountain", de Ersel Hickey. Iniciada no segundo semestre de 1967 como um potencial single solo, ele foi completado com a ajuda de Carl Wilson durante as sessões do álbum.
Talvez refletindo sobre "Sloop John B" e com a sensação de que um raio poderia atingir duas vezes o mesmo lugar, Al Jardine sugeriu a Brian que eles trabalhassem em outra música popular, "Cotton Fields". Brian produziu uma gravação, mas com o sentimento de que ele estava ficando novamente doente, Jardine foi em frente e a canção regravada seis meses após a versão de Brian foi lançada no 20/20. "Cottonfields" (o último single lançado com a Capitol Records) foi um fracasso nos Estados Unidos, mas tornou-se um enorme sucesso internacional na primavera de 1970.
Após todo o trabalho admirável por seus companheiros de banda, foi irônico Brian Wilson roubar o show com três composições velhas. "Cabin Essence" (reescrita como Cabinessence em 20/20) e "Our Prayer" derivadas das sessões do mítico Smile. A outra foi "Time to Get Alone", que foi iniciada durante as sessões de Wild Honey, mas foi recentemente gravada aqui.
Lançado em fevereiro de 1969, 20/20 vendeu melhor do que Friends, atingindo # 68 nos Estados Unidos, mas foi # 3 no Reino Unido. Ele foi seguido pelo single "Break Away" (co-autoria com um pseudônimo de Murry Wilson com o filho Brian), que só conseguiu sucesso no Reino Unido. Implacável, e crescendo com a confiança e a sensação de que eles estavam à beira de um grande renascimento criativo, o The Beach Boys começou a formular o que viria a ser um dos álbuns mais aclamados da sua carreira, Sunflower.
| Críticas profissionais                                                      | Críticas profissionais |
| Avaliações da crítica                                                       | Avaliações da crítica  |
| Fonte                                                                       | Avaliação              |
| --------------------------------------------------------------------------- | ---------------------- |
| allmusic                                                                    | [ 1 ]                  |
| Blender                                                                     | [ 2 ]                  |
| Esta tabela precisa de ser acompanhada por texto em prosa. Consulte o guia. |                        |

## Faixas

### Lado A
1. "Do It Again" (Brian Wilson/Mike Love) – 2:25
  - Mike Love e Carl Wilson nos vocais
2. "I Can Hear Music" (Jeff Barry/Ellie Greenwich/Phil Spector) – 2:36
  - Carl Wilson nos vocais
3. "Bluebirds Over the Mountain" (Ersel Hickey) – 2:51
  - Mike Love [versos] e Carl Wilson / Bruce Johnston [refrão] nos vocais
4. "Be with Me" (Dennis Wilson) – 3:08
  - Dennis Wilson nos vocais
5. "All I Want to Do" (Dennis Wilson/Steve Kalinich) – 2:02
  - Mike Love nos vocais
6. "The Nearest Faraway Place" (Bruce Johnston) – 2:39
  - Instrumental

### Lado B
1. "Cotton Fields (The Cotton Song)" (Huddie Ledbetter) – 2:21
  - Al Jardine nos vocais
2. "I Went to Sleep" (Brian Wilson/Carl Wilson) – 1:36
  - Brian Wilson e Carl Wilson nos vocais
3. "Time to Get Alone" (Brian Wilson) – 2:40
  - Carl Wilson [versos] e Brian Wilson / Al Jardine [refrão] nos vocais
4. "Never Learn Not to Love" (Dennis Wilson/Charles Manson (não creditado)) – 2:31
  - Dennis Wilson nos vocais
5. "Our Prayer" (Brian Wilson) – 1:07
  - Vocais do grupo
6. "Cabinessence" (Brian Wilson/Van Dyke Parks) – 3:34
  - Carl Wilson e Mike Love nos vocais

### Singles
- "Do it Again" b/w "Wake the World" (from Friends) (Capitol 2239), 8 de julho de 1968 Estados Unidos #20; Reino Unido #1
- "Bluebirds over the Mountain" b/w "Never Learn Not to Love" (Capitol 2360), 2 de Dezembro de 1968 Estados Unidos #61; Reino Unido #33
- "I Can Hear Music" b/w "All I Want to Do" (Capitol 2432), 3 Março de 1969 Estados Unidos #24; Reino Unido #10
- "Break Away" b/w "Celebrate the News" (Capitol 2530), 16 de Junho de 1969 Estados Unidos #63; Reino Unido #6 (Non-LP single)
- "Cottonfields" (Single Version) b/w "The Nearest Faraway Place" (Capitol 2765), 20 de Abril de 1970 Estados Unidos #103; Reino Unido #2